# La font de la vida
La font de la vida (títol original en anglès, The Land Before Time III: The Time of the Great Giving) és una pel·lícula animada musical d'aventures de 1995 dirigida per Roy Allen Smith. És la segona seqüela d'A la recerca de la vall encantada i la tercera pel·lícula de la franquícia cinematogràfica. Es va distribuir directament per a vídeo. S'ha doblat al català.
La pel·lícula va guanyar la categoria de millor producció de vídeo d'animació als 24ns premis Annie el 1996, i va ser nominada a la millor versió de vídeo de gènere als 22ns premis Saturn aquell mateix any, perdent davant V The Final Battle.